# Kujüan
Kujüan (egyszerűsített kínai írással: 固原市, pinjin: Gùyuán) prefektúra szintű város Kínában, Ninghszia-Huj Autonóm Terület tartományban. Lakosainak száma 1 142 142 fő (2020).

## Népesség
| 2007 | 1 426 000 |
| 2020 | 1 142 142 |

## Testvérvárosok
- Kalinyingrád